# Дворец пионеров на Воробьёвых горах
Дворец пионеров на Воробьёвых горах — памятник архитектуры советского модернизма, расположенный в Гагаринском районе Юго-Западного административного округа города Москвы по адресу улица Косыгина, 17. Здание было возведено в 1958—1962 годах командой молодых архитекторов под руководством Игоря Покровского для Московского городского Дома пионеров и октябрят.

## История

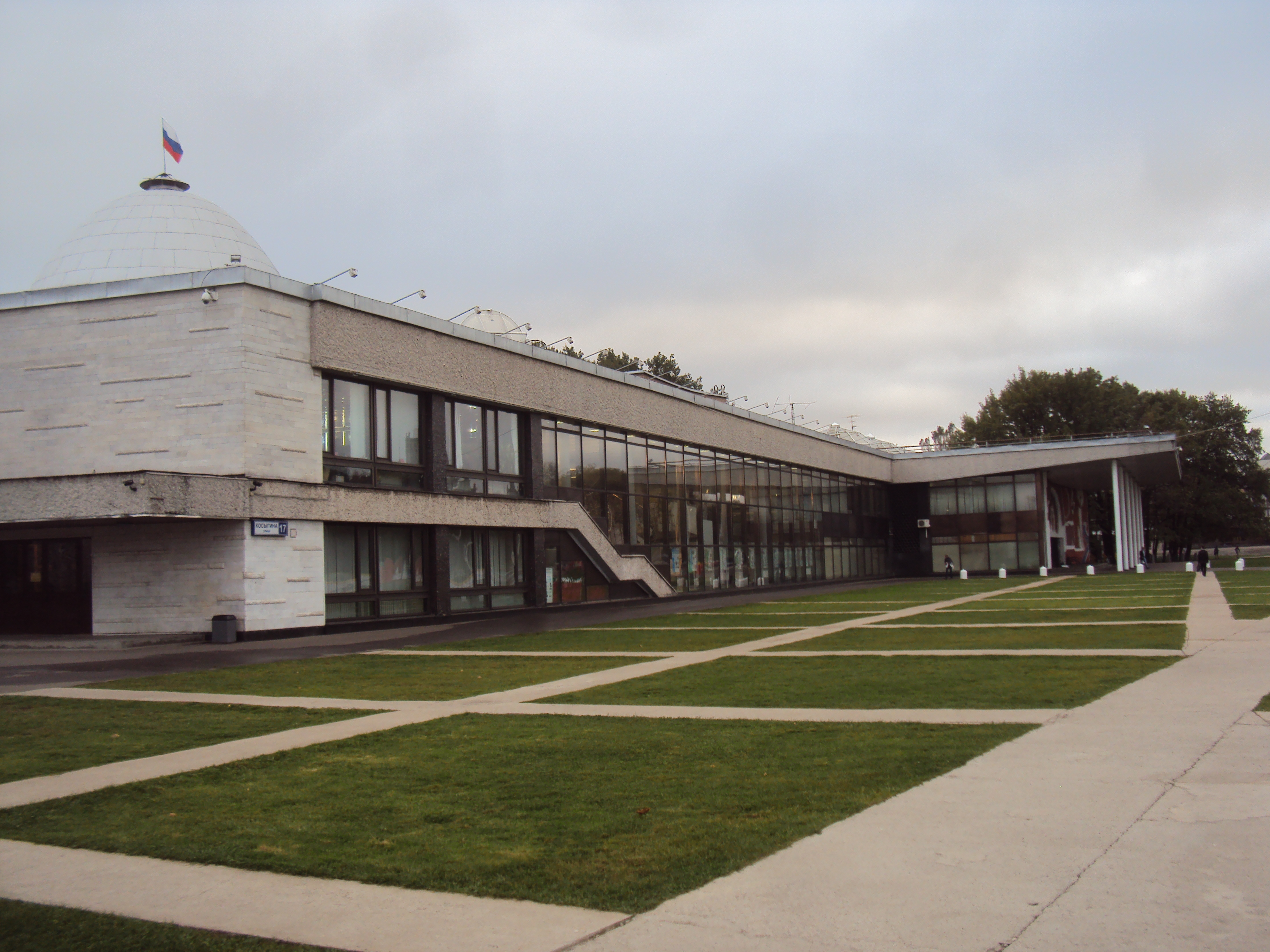
Дворец пионеров на Воробьёвых горах

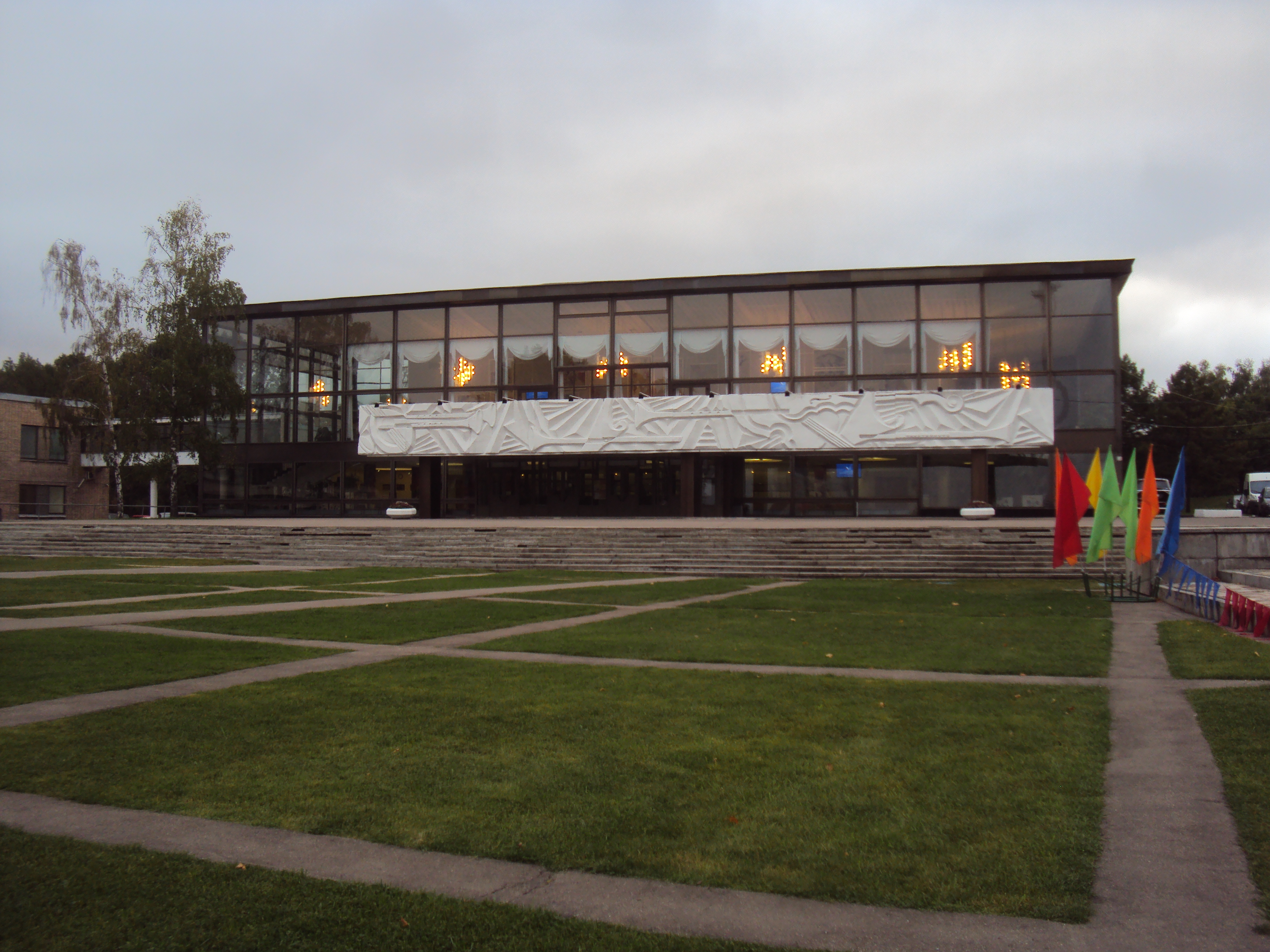
Концертный зал с декоративным рельефом «Музыка» на козырьке парадного входа и панно «Пионерская геральдика» на двух парковых фасадах

Решение о строительстве Дворца пионеров на Ленинских (впоследствии — Воробьёвых) горах было принято Центральным советом Всесоюзной пионерской организации в 1958 году после VI Всемирного фестиваля молодёжи и студентов 1957 года. Дворец пионеров был частью более масштабного замысла: на главной оси Ленинских гор, позади здания Московского государственного университета, планировалось построить Дворец Советов, а на расходящихся от него лучах — Дворец пионеров и Дворец молодёжи (от строительства Дворца Советов впоследствии отказались, а запланированный Дворец молодёжи был построен намного позднее). Первоначально работу над проектом Дворца пионеров вёл коллектив под руководством Михаила Хажакяна в институте «Гипрокоммунстрой». В феврале 1958 года проект в карандаше был представлен архитектурному совету Москвы для предварительного согласования. Однако проект не получил должной поддержки. И тогда главный архитектор Москвы Иосиф Ловейко объявил конкурс, для чего в «Моспроекте» было сформировано три группы молодых архитекторов — в мастерских Мезенцева, Соболева и в мастерской-школе Жолтовского.
Итоги конкурса рассматривало совместное заседание архитектурного совета города и Правление московского отделения Союза архитекторов СССР. За основу был принят проект молодых архитекторов мастерской Соболева: Виктора Егерева, Владимира Кубасова, Феликса Новикова и Игоря Покровского. Окончательный состав авторской группы архитекторов определил приказ главного архитектора города, включивший в него Бориса Палуя из мастерской Мезенцева и Михаила Хажакяна. Авторская команда была переведена в мастерскую Мезенцева, которая патронировала проектирование района будущего Дворца. Её состав дополнил молодой инженер-конструктор Юрий Ионов, после чего был разработан и утвержден созданный этой командой проект Дворца пионеров. 29 октября 1959 года, в день 40-летия комсомола состоялась торжественная закладка будущего Дворца и был поставлен памятный камень об этой акции (сейчас он находится слева от аллеи, ведущей к главному входу).
Проектирование и строительство Дворца пионеров вели непублично: участок находился в глубине зелёного массива, а профессиональная пресса и массовые издания обходили тему стороной. Одновременно с тем ЦК ВЛКСМ обеспечил архитекторов всем необходимым: дефицитными строительными и отделочными материалами, квалифицированным специалистами, добровольцами. Всего в работе приняли участие 18 проектных организаций, 300 предприятий-поставщиков, рабочие 40 специальностей и более 50 тысяч добровольцев, участвовавших в субботниках и воскресниках на протяжении 4 лет (по официальным подсчётам, школьники и студенты отработали на стройке Дворца пионеров более 3 миллионов человеко-часов). Архитекторам разрешили привлечь к участию в проекте художников-единомышленников, а разнообразие авторского коллектива и знакомство с иностранным опытом позволили создать современное здание, разительно отличавшееся от образцов сталинского периода. Накануне окончания строительства на площадку были с экскурсиями приглашены именитые иностранные архитекторы Алвар Аалто и Лусио Коста, в числе гостей-неспециалистов были Жан-Поль Сартр и Симона де Бовуар. Гостей приятно удивила не только современная архитектура, но и концепция: нигде более для детей не строили подобных дворцов, полностью лишённых коммерческой составляющей.
Дворец был торжественно открыт в Международный день защиты детей 1 июня 1962 года в присутствии Никиты Хрущёва, который, осмотрев здание, выступил перед пионерским парадом с похвальным словом о Дворце и его создателях — архитекторах и художниках.. В 2023 году был частично закончен ремонт зданий. В ходе ремонта были утеряны некоторые настенные рисунки, а также полностью уничтожен зимний сад. 

## Архитектура
Дворец получился необычным и современным. Чтобы вписать здание в существующее природное окружение, его построили в некотором отдалении от дороги и под углом к ней. Композиционно здание было решено в виде серии павильонов, асимметрично отходящих от общей галереи, что в совокупности с остеклением стен сделало его визуально лёгким. Монументально-декоративное оформление дворца было разнообразно: фасады украсили рельефами и панно «Вода», «Земля» и «Небо», символизирующими покорение стихий человеком, интерьеры — росписью. На парадной площади перед дворцом вокруг 55-метрового флагштока оставили естественный газон, разбитый сетью дорожек из белого камня. В проекте Дворца пионеров архитекторы неоднократно обращались к иностранному опыту: принцип компоновки здания был подсмотрен у павильонов Голландии и ФРГ на Всемирной выставке 1958 года в Брюсселе, мощение главной площади было подобрано под впечатлением от поездки в Италию, обшитый деревом волнистый потолок зрительного зала созвучен работам Аалто, а стеклянные купола зимнего сада аналогичны конструкции  Ричарда Фуллера и появились в проекте после Американской выставки в Сокольниках 1959 года. Были и оригинальные конструктивные решения: например, использование кессонных перекрытий в наклонных потолках. За право молодых архитекторов на новаторство в ходе проекта выступал главный архитектор Москвы Иосиф Ловейко, и итоговый результат был высоко оценён: в 1967 году архитекторы были удостоены впервые вручённой Государственной премии РСФСР в области архитектуры.
Помимо основного комплекса, на территории Дворца пионеров был построен собственный стадион и планировались другие спортивные сооружения, но в 1963 году финансирование по линии ВЛКСМ прекратилось, и задумка не была воплощена в полном объёме. В последующие годы дворец пережил несколько реконструкций, исказивших оригинальный облик здания, но преимущественно сохранился. В 2012 году инициативная группа выступила с предложением воплотить оригинальный замысел, которое, несмотря на поддержку ныне живых авторов-архитекторов, было отклонено экспертным сообществом, поскольку с 2002 года Дворец пионеров в существующем виде был признан объектом культурного наследия и находился под государственной охраной вместе со всей территорией.